# Abachi

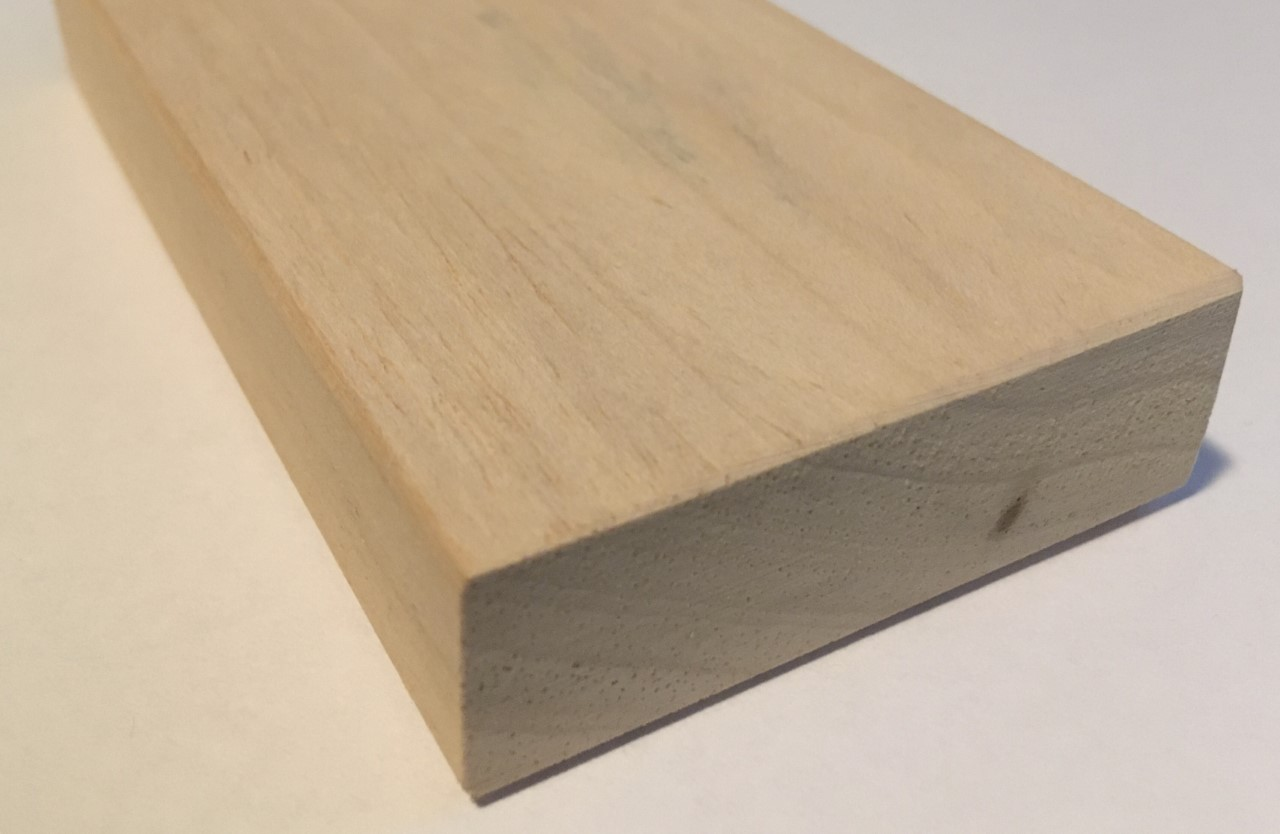
Abachi

Abachi is een zachte witte houtsoort, die goed te bewerken is en zeer stabiel. Het is zeer geschikt voor saunabanken en -interieurs omdat het zacht en koel aanvoelt, veel vocht kan opnemen en niet splintert.  
De voornaamste productielanden zijn: Kameroen, Nigeria, Ivoorkust en Ghana. Het hout wordt ook wel ayous, ayus (Kameroen, Guinee), obeche, arere (Nigeria), sam, samba (Ivoorkust) en wawa (Ghana), genoemd.
De botanische naam van de boom is Triplochiton scleroxylon K.Schum. Het is een grote loofboom met een hoogte van 45–55 m. De smalle plankwortels lopen tot 6 m hoog tegen de stam. De stam is recht en cilindrisch, maximaal 25 m lang. De diameter boven de plankwortels is 0,9-1,5 m. Bij bomen met grote afmetingen is het hart dikwijls hol, rot of zacht.
Het kernhout is vers witachtig tot crèmegeel, aan licht blootgesteld tot goudgeel nakleurend. Er is geen duidelijk verschil tussen spint- en kernhout. De kleur en de kwaliteit van abachi kunnen, afhankelijk van de herkomst, iets variëren.
Veel abachi wordt gebruikt voor doeleinden waar een lichte, gemakkelijk te bewerken houtsoort is vereist en waar geen eisen aan duurzaamheid of sterkte worden gesteld. Voorbeelden van dergelijk gebruik zijn te vinden in de meubelindustrie, voor binnenwerk van meubelen, wand- en plafondbetimmeringen, in de modelmakerij voor de metaalgieterij, bij orgel- en pianobouw en voor carrosseriebouw (o.a. caravans). Ook veel gebruikt voor triplex, meubelplaat, lijsten, binnenwerk van binnendeuren, bezemstelen en saunabanken.
Door het hout thermisch te behandelen ("thermo ayous") wordt het donker van kleur en is het ook bruikbaar buitenshuis, als gevelbekleding.